# Katarína Dugovičová
Katarína Dugovičová (* 3. Februar 1977 in Bratislava) ist eine slowakische Fußballspielerin.

## Fußballkarriere

### Verein
Dugovičová begann ihre aktive Fußballkarriere mit TJ Skloplast Trnava, wo sie 1995 ihre Profi-Karriere startete. Sie spielte sechs Jahre als Profi für den TJ Skloplast, bevor sie zur Saison 2001/2002 zu ŠK Žiar nad Hronom ging.
2005 wechselte sie zu ŠK Slovan Bratislava. Dort kam sie jedoch nicht zum Zuge und ging nach nur einem Jahr zu FK Slovan Duslo Šaľa.
Dugovičová reifte zum Goalgetter bei Duslo und spielte mehrmals im UEFA Women’s Cup. Dort konnte sie bald auf sich aufmerksam machen und versuchte ihr Glück in Österreich beim SKV Altenmarkt.
Sie spielte vier Jahre in der 2. Liga Ost/Süd und wurde 2011/12 mit 39 Toren, beste Torschützin der zweiten Liga. erzielte in nur 87 Spielen, 178 Tore. Im Alter von 33 Jahren kehrte sie in ihre slowakische Heimat zurück und unterschrieb für den DFA Nitra. Nach eineinhalb Jahren beim DFA Nitra, heuerte sie zum zweiten Mal in Österreich beim SKV Altenmarkt an.

### Nationalmannschaft
Von 2002 bis 2006 war Dugovičová Nationalspielerin für die Slowakische Fußballnationalmannschaft der Frauen.

### Futsal
Neben ihrer aktiven Karriere im Fußball, steht sie für das Lady Team Bratislava auf dem Futsalparkett.